# Bullet in a Bible
Bullet in a Bible je v živo posneti CD, DVD ter UMD skupine Green Day, ki je izšel 15. novembra 2005. Režiral ga je Samuel Bayer, režiser vseh videospotov z albuma American Idiot.

## Skladbe
Vse pesmi je napisal Billie Joe Armstrong, razen kjer je to označeno.
1. "American Idiot" – 4:32
2. "Jesus of Suburbia" – 9:24
  - I. "Jesus of Suburbia"
  - II. "City of the Damned"
  - III. "I Don't Care"
  - IV. "Dearly Beloved"
  - V. "Tales of Another Broken Home"
3. "Holiday" – 4:12
4. "Are We the Waiting" – 2:49
5. "St. Jimmy" – 2:55
6. "Longview" – 4:45
7. "Hitchin' a Ride" – 4:04
8. "Brain Stew" – 3:03
9. "Basket Case" – 2:58
10. "King for a Day/Shout" (Billie Joe Armstrong/Kelly O. Isley/Ronald Isley/Rudolph Isley) – 8:47
  - Features an excerpt from "Always Look on the Bright Side of Life" (Eric Idle), pojavi se v Monty Python's Life of Brian
11. "Wake Me Up When September Ends" – 5:03
12. "Minority" – 4:19
13. "Boulevard of Broken Dreams" – 4:45
14. "Good Riddance (Time of Your Life)" – 3:26

### Originalni vrstni red skladb
1. "American Idiot"
2. "Jesus Of Suburbia"
3. "Holiday"
4. "Are We The Waiting"
5. "St. Jimmy"
6. "Longview"
7. "Hitchin' a Ride"
8. "Brain Stew"
9. "Jaded"
10. "Knowledge" (Operation Ivy Cover)
11. "Basket Case"
12. "She's a rebel"
13. "King For A Day/Shout"
14. "Wake Me Up When September Ends"
15. "Minority"
16. "Maria"
17. "Boulevard of Broken Dreams"
18. "We Are The Champions" (Queen Cover)
19. "Homecoming"
20. "Good Riddance (Time of Your Life) "

## Zasedba
- Billie Joe Armstrong – glavni vokal, kitara
- Mike Dirnt – bas kitara, spremljevalni vokal
- Tré Cool – bobni, spremljevalni vokal

### Dodatna zasedba
- Jason White – kitara, spremljevalni vokal
- Jason Freese – klaviature, klavir, akustična kitara, trombon, saksofon, harmonika, spremljevalni vokal
- Ronnie Blake – trobenta, timpani, tamburin, spremljevalni vokal
- Mike Pelino – ritem kitara, spremljevalni vokal

## Lestvice
Billboard 200 8 - 37 - 48 - 48 - 42 - 48 - 71 - 81 - 110 - 129 - 159 - 189 - 191 - 182 - izpadla
UK Top 75 6 - 15 - 26 - 31 - 29 - 23 - 30 - 36 - 42 - 47 - 60 - 59 - 71 - 61 - 65 - izpadla

## Odstranjene pesmi
Naslednje pesmi je skupina izvajala na koncertih, niso se pa uvrstile na DVD:
- "Jaded"
- "Knowledge" (v originalu pesem skupine Operation Ivy)
- "She"
- "Maria"
- "We Are the Champions" (v originalu pesem skupine Queen)
- "Homecoming" (avtorja Mike Dirnt and Tré Cool)
  - "The Death Of St. Jimmy"
  - "East 12th Street"
  - "Nobody Likes You"
  - "Rock And Roll Girlfriend"
  - "We're Coming Home Again"